# Futbola Klubs Tukums 2000
Il Futbola Klubs Tukums 2000, meglio noto come Tukums 2000, è una società calcistica lettone con sede nella città di Tukums. Milita in Virslīga, la prima divisione del campionato lettone di calcio.

## Storia
Fondato nel 2000, prese parte alla 2. Līga, la terza serie del campionato nazionale. Vinse il proprio girone (Kurzeme) nel 2001, ma perse gli spareggi per la promozione. Nel 2002 raggiunse i quarti di finale della Coppa di Lettonia. Nel 2005 fu di nuovo primo nel girone (Zemgale) ma perse ancora gli spareggi contro i vincenti degli altri gironi. Dopo un anno di inattività, nel 2007 tornò a disputare i campionati e si iscrisse in 1. Līga, in cui si classificò al 12º posto.
Trascorse 13 stagioni consecutive in seconda serie, con piazzamenti da media-bassa classifica nei primi anni e poi gradualmente migliorati nei successivi, finché nel 2019 ha vinto il campionato e ha conseguito la prima storica promozione in Virslīga. Sempre nel 2019 è arrivato ai quarti di finale della Latvijas Kauss, eguagliando il precedente record.
In Virslīga 2020 si classifica all'ultimo posto, retrocedendo dopo una sola stagione. Nell'anno successivo, la 1. Līga viene interrotta a ottobre quando il Tukums si trova al secondo posto. Con la conclusione anticipata del campionato, viene sancita la promozione delle prime tre classificate, ossia Auda Ķekava, Tukums e Super Nova. 
Tornato in Virslīga, arriva sesto nella stagione 2022.

## Palmarès

### Competizioni nazionali
- 1. Līga: 1

2019
- 2. Līga: 2

2001, 2005

## Statistiche e record

### Partecipazioni ai campionati
| Livello | Categoria | Partecipazioni | Debutto | Ultima stagione | Totale |
| ------- | --------- | -------------- | ------- | --------------- | ------ |
| 1º      | Virslīga  | 3              | 2020    | 2023            | 3      |
| 2º      | 1. Līga   | 14             | 2007    | 2021            | 14     |
| 3º      | 2. Līga   | 5              | 2000    | 2005            | 5      |